# بیدکردوییه
بیدکردوییه، روستایی از توابع بخش مرکزی شهرستان بافت در استان کرمان ایران است.
مردم این روستا ترک زبان و از طایفه صفی قلی اولادی ایل افشار هستند و به زبان ترکی افشاری تکلم میکنند.
فامیل های پرتعداد این منطقه، صفی پور، صفی نژاد و صفی نتاج هستند.

## جمعیت
این روستا در دهستان فتح‌آباد قرار دارد و براساس سرشماری مرکز آمار ایران در سال ۱۳۸۵، جمعیت آن ۴۹۵ نفر (۱۲۷خانوار) بوده‌است.

## سوغات
سوغات این روستا که در واقع یک محصول کشاورزی است، گردو است.

## آب و هوا و اقلیم
آب و هوای روستای بیدکردوئیه معتدل و کوهستانی است و تابستان های خنک و زمستان هایی سرد و برفی دارد.